# Saint-Aulaire
Saint-Aulaire település Franciaországban, Corrèze megyében. Lakosainak száma 769 fő (2022. január 1.). Saint-Aulaire Allassac, Objat, Perpezac-le-Blanc, Saint-Cyprien, Vars-sur-Roseix és Yssandon községekkel határos.

## Népesség
A település népessége az elmúlt években az alábbi módon változott:
| Lakosok száma | 742  | 746  | 707  | 804  | 835  | 819  | 779  | 763  | 760  | 769  |
|               | 1968 | 1982 | 1990 | 2006 | 2013 | 2015 | 2017 | 2019 | 2020 | 2022 |